# Single barrel whisky
Le single barrel whisky est un whisky provenant d'un fût unique numéroté, généralement indiqué sur l'étiquette de la bouteille pour assurer sa traçabilité. L'intérêt de ce type d'embouteillage est de donner à goûter au consommateur le produit tel qu'il sort du fût, sans réduction ni filtration à froid, un privilège d'habitude réservé au seul maître de chai. En Écosse, on parle plutôt de single cask.